# Tommy e Tuppence: in due s'indaga meglio
Tommy e Tuppence: in due s'indaga meglio (titolo orig. Partners in Crime) è una raccolta di racconti della scrittrice britannica Agatha Christie, pubblicata nel 1929 negli USA e poi, lo stesso anno, nel Regno Unito.
Tutte le 15 storie presenti nella raccolta apparvero dapprincipio su due riviste britanniche (The Sketch e uno su Holly Leaves, l'annuale speciale di Natale dell'Illustrated Sporting and Dramatic News) fra il 1923 e il 1928. Protagonisti di questi racconti sono la coppia di investigatori dilettanti Tommy e Tuppence Beresford, introdotti per la prima volta nel romanzo The Secret Adversary (1922). 
La raccolta ispirò la serie televisiva In due s'indaga meglio (Agatha Christie's Partners in Crime, 1983-1984).

## Trama
Come al solito, Tuppence rimpiange la vita avventurosa che la coppia ha avuto in passato. La sua voglia di ritornare a lavorare verrà soddisfatta quando il loro vecchio capo affiderà loro l'incarico di gestire un'agenzia investigativa fasulla con lo scopo di intercettare alcune lettere. Ovviamente, la coppia accetta, coadiuvata come al solito dal fedele Albert.
Tommy e Tuppence in ogni avventura si ispirano ad un'altra celebre coppia di investigatori, compresi quelli della produzione di Christie, Hercule Poirot e il fedele amico Arthur Hastings.

## Edizioni italiane
- In due s'indaga meglio, traduzione di Luciana Crepax, in Appendice: La Rivista di Ellery Queen, collana Il Giallo Mondadori n.1107, Milano, Arnoldo Mondadori Editore, 19 aprile 1970,  p. 270.
- Tommy e Tuppence: in due s'indaga meglio, traduzione di Luciana Crepax, Collana Tutti i racconti di Agatha Christie n.11, Milano, Arnoldo Mondadori Editore, 1982,  p. 270. - Collana Oscar Gialli n.258, Mondadori, 1992; Collana Oscar Narrativa n.1519 (Oscar Scrittori Moderni), Mondadori, 1996; Collana I Grandi Gialli di Agatha Christie, Milano, Hachette, 2002; Collana Oscar Gialli, Mondadori, 2019; I Classici del Giallo n.1487, Mondadori, dicembre 2024.
- In due s'indaga meglio. Un romanzo e dieci racconti, Collana Varia, Milano, Mondadori, novembre 1984. [contiene il romanzo Avversario segreto] - Milano, Club degli Editori, 1985.
- In due s'indaga meglio. Il mistero di Lord Listerdale, ed. illustrata e annotata da Gianni Rizzoni, Collezione Agatha Christie, Milano, Club degli Editori, 2000.